# 安庆石化
安庆石化坐落在安徽省安庆市西北郊，地处长江中下游北岸，占地面积7平方公里。

## 历史
安庆石化前身为安徽炼油厂，创建於1974年7月。1983年7月1日划归中国石油化工总公司，改称中国石油化工总公司安庆石油化工总厂，后更名为中国石化安庆石油化工总厂。
1993年3月19日，安庆石油化工总厂在报请当时的中华人民共和国广播电影电视部批准后，在安徽安庆石化总厂三电大楼注册成立了安庆石油化工总厂有线电视台（行政区号3048，邮政编码246001），电视台注册员工为15人，电视台注册资本不详，电视台成立之初主要经营广告服务，后取消广告服务，开播品牌节目《安庆石化新闻》、《晚间黄金剧场》、《白金剧场》、《重播剧场》，1998年11月原中国石化安庆石油化工总厂更名为中国石油化工集团公司安庆石油化工总厂。
2000年2月28日，在中国石化集团的统一部署下，原安庆石化总厂正式重组为中国石化集团安庆石油化工总厂（存续部分）和中国石油化工股份有限公司安庆分公司（上市部分）。2000年4月1日起正式分立运行。2013年1月1日起至今，安庆石化厂电视台节目播送时间为每天晚上：19:00—02:00，次日上午：08:00—13:18，次日下午：13:30—18:25。

## 产品
- 油品、化肥
- 化纤产品，如腈纶短纤维、腈纶毛条、工业用丙烯腈
- 化工系列，如聚丙烯树脂、工业硫磺等
- 汽油
- 尿素、车用汽油、0号轻柴油、液化石油气[1]

## 污染问题
由于历史原因，安庆石化厂区位于安庆市主城区，其排污问题一直为市民所诟病。2013年5月17日下午,安庆石化因两座大烟囱同时排出黑烟，被安庆市环保局罚款9万元。然而之后不久，2013年6月23日下午，安庆石化催化、焦化及硫磺回收装置出现故障，采取了火炬燃烧方式进行应急安全处理，再次导致黑烟排放。